# حاجی بیجاروجاس گنس
حاجی بیجاروجاس گنس یک روستا در ایران است که در استان گیلان واقع شده‌است. حاجی بیجاروجاس گنس ۴۵ نفر جمعیت دارد.